# Rudolf Walter

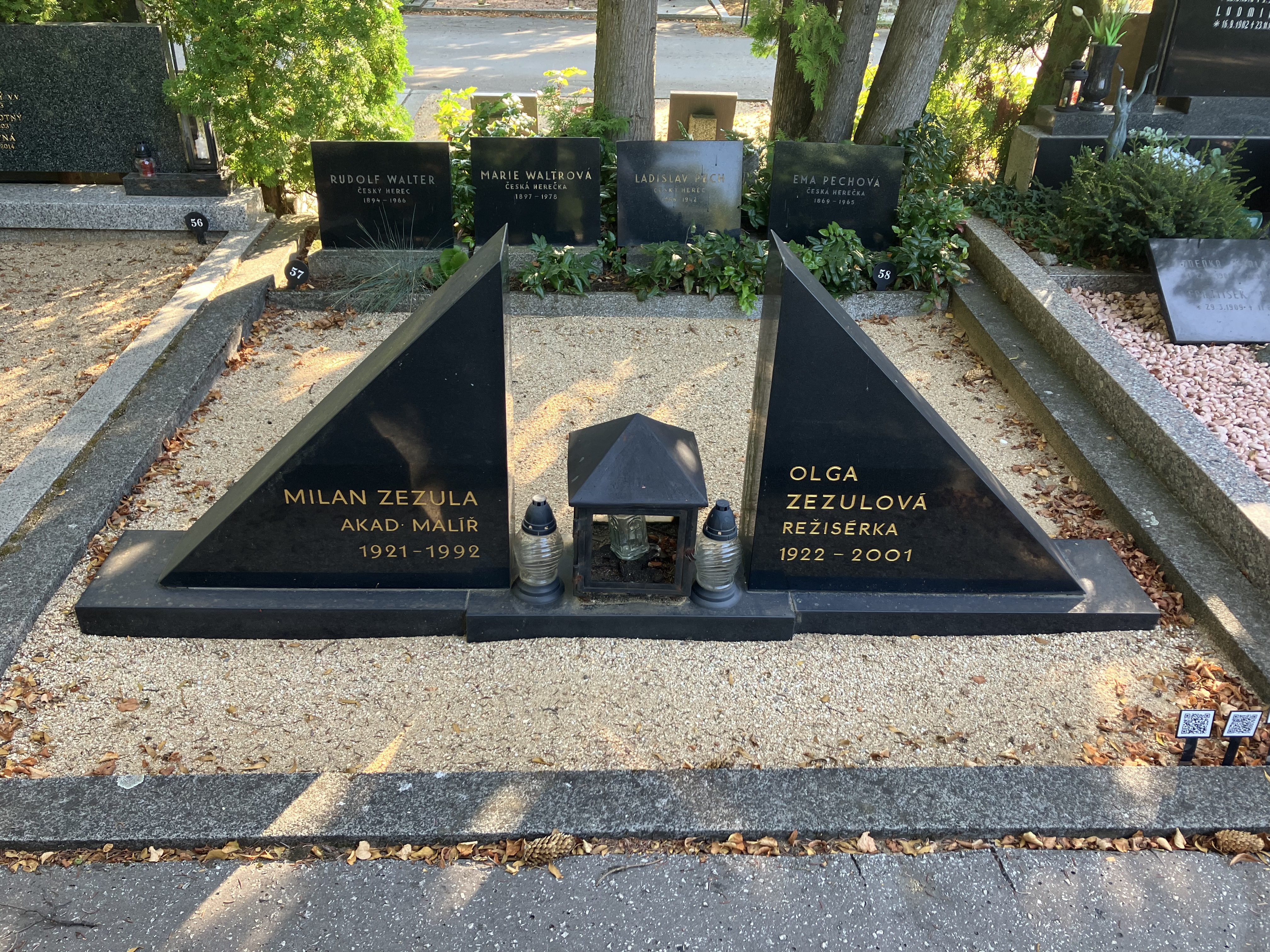
Hrob Rudolfa Waltera

Rudolf Walter (22. března 1894 Dačice – 27. února 1966 Brno) byl český divadelní režisér, herec a pedagog.

## Životopis
Jeho manželkou byla herečka Marie Waltrová, rozená Pechová (1897–1978), sestra herce Ladislava Peška. Jejich dcera Olga Zezulová (1922–2001) byla divadelní a rozhlasovou režisérkou a také spisovatelkou a překladatelkou.
Po dokončení konzervatoře působil v Národním divadle (později Zemském) v Brně (1912–1938). Po odchodu Jiřího Mahena z funkce dramaturga určoval Walter plně umělecké zaměření divadla. Byl příznivcem školy Maxe Reinhardta, orientoval se především na německý repertoár a styl, který nazýval patetickým realismem. V letech 1925–1934 byl šéfem činohry Zemského divadla v Brně, kde se věnovala zejména operní režii. Roku 1938 opustil divadlo a věnoval se výuce mladých herců na brněnské Státní konzervatoři hudby, kde byl vedoucím dramatického oddělení. K jeho žákům patřili např. Karel Höger, František Kožík a Oldřich Lukeš. Za války pořádal se svými studenty Domácí večery dramatického oddělení Státní konzervatoře hudby v Brně, ze kterého pak vytvořil poloprofesionální divadelní podnik Komorní hry Radosti ze života, který se s koncem okupace transformoval ve Svobodné divadlo, z něhož se později vyvinulo pozdější Divadlo bratří Mrštíků. V roce 1944 byl přechodně režisérem v Beskydském divadle v Hranicích. Roku 1946 odešel do invalidního důchodu.
Ve filmu se Walter také občas vyskytoval. Poprvé hrál cestovatele Jindřicha Štěpána v psychologickém dramatu Až se vrátíš (1947), následně se objevil v Krškových kvalitních zpracováních díla Fráni Šrámka (Měsíc nad řekou, 1953; Stříbrný vítr, 1954).
Je pohřben na Ústředním hřbitově v Brně, sk. 25b/hr. 57–58.

## Divadelní režie, výběr
- 1926 Jaroslav Vrchlický: Melodramy, Brněnská konzervatoř
- 1926 L. Rydel: Navždy, Brněnská konzervatoř
- 1926 V. Speyer: Jižní moře, Národní (Zemské) divadlo v Brně
- 1926 J. K. Tyl: Pražský flamendr, Národní (Zemské) divadlo v Brně
- 1926 C. Gozzi: Princezna Turandot, Národní (Zemské) divadlo v Brně
- 1927 Josef Hora: Hrobka, Národní (Zemské) divadlo v Brně
- 1927 William Shakespeare: Veselé ženy windsorské, Národní (Zemské) divadlo v Brně
- 1927 L. Blatný: Říše míru, Národní (Zemské) divadlo v Brně
- 1928 Plautus: Chlubný vojín, Národní (Zemské) divadlo v Brně
- 1928 G. B. Shaw: Caesar a Cleopatra, Národní (Zemské) divadlo v Brně
- 1928 E. O'Neill: Chlupatá opice, Národní (Zemské) divadlo v Brně
- 1928 Jiří Mahen: Nasredin, Národní (Zemské) divadlo v Brně
- 1928 Jaroslav Kvapil: Princezna Pampeliška, Národní (Zemské) divadlo v Brně
- 1929 B.  Lichtneker: Atlantic Palace Hotel, Národní (Zemské) divadlo v Brně
- 1930 H. Chlumber: Modré s nebe, Národní (Zemské) divadlo v Brně
- 1930 A. Saint-Organ: Brk a Brok, Národní (Zemské) divadlo v Brně
- 1930 L. Blatný: Zcela stručně, Svět tančí, Národní (Zemské) divadlo v Brně
- 1932 Marcel Pagnol: Fanny, Národní (Zemské) divadlo v Brně
- 1933 Václav Krška: Nesmírný štít, Národní (Zemské) divadlo v Brně

## Citát
| „             | Co všechno udělal Rudolf Walter pro divadelní Brno! Kolik lidí naučil chodit na dobré divadlo, jak při něm vychoval celý kádr dobrých herců a hereček, kdy brněnské Zemské divadlo bylo hereckým předstupněm pražského Národního divadla! | “ |
| — Karel Höger | |   |

## Ocenění
- 1929 Státní umělecká a literární cena